# (9653) 1996 AL2
A (9653) 1996 AL2 a Naprendszer kisbolygóövében található aszteroida. Urata Takesi fedezte fel 1996. január 13-án.